# Kaiho Nakayama
Kaiho Nakayama (中山 開帆 Nakayama Kaiho?, Fukuoka, 11 de enero de 1993) es un futbolista japonés que juega como guardameta en el Veroskronos Tsuno.

## Trayectoria

### Clubes
| Club                | País  | Año       |
| ------------------- | ----- | --------- |
| Giravanz Kitakyushu | Japón | 2015-2019 |
| Mito HollyHock      | Japón | 2020-2024 |
| FC Gifu (cedido)    | Japón | 2024      |
| Veroskronos Tsuno   | Japón | 2025-     |